# Esclavage des Amérindiens

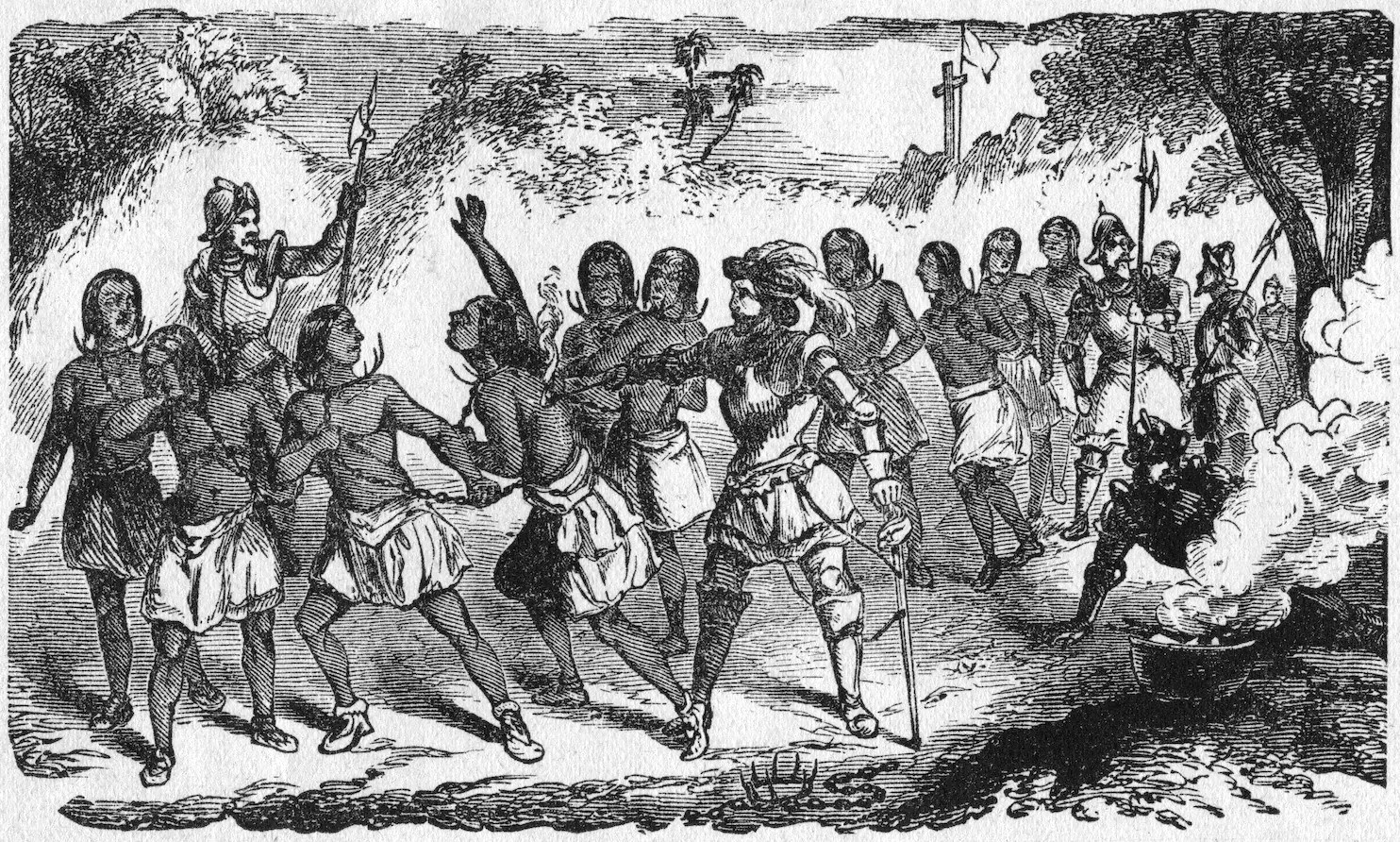
Conquistadors espagnols marquant au fer les Amérindiens réduits en esclavage.

L'esclavage des Amérindiens a pris des formes très variées, certaines existant chez des indigènes précolombiens en Mésoamérique. Après la prise de pouvoir des Européens, l'esclavage a été étendu, sous des formes variées (comme l'encomienda dans l'Empire espagnol) proches du servage et de la définition de l'esclavage contemporain, à un nombre beaucoup plus important d'Amérindiens.
L'historien Brett Rushforth a essayé d'établir le bilan total de l'esclavage des populations amérindiennes, et estime qu'entre 2 et 4 millions d'autochtones ont été réduits en esclavage en Amérique du Nord et du Sud pendant toute la période où la pratique avait cours, estimation très supérieure aux précédentes. L'historien Andrés Reséndez, professeur à l’université de Californie à Davis, évoque lui aussi plusieurs millions de victimes, mais préfère ne pas livrer de chiffre précis, compte tenu de l'impossibilité de le faire, car la plupart des victimes étaient sous l'empire espagnol qui interdisait leur mise en esclavage, clandestine, mais sans pouvoir l'empêcher.
L'historien Andrés Reséndez a publié en 2016 une enquête approfondie, fondée sur de nombreuses archives, qui remet en cause l'historiographie classique attribuant la mort massive des Amérindiens aux maladies importées d'Europe, car selon lui leur mise en esclavage par les Européens, qui s’est généralisée à partir du XVIe siècle dans certaines régions, a très fortement accru leur mortalité et facilité la progression des épidémies, plus spécifiquement du Mexique et aux États-Unis. Andrés Reséndez estime qu'entre 147 000 et 340 000 Amérindiens ont été réduits en esclavage en Amérique du Nord, à l'exclusion du Mexique.
Bien que l'esclavage soit devenu illégal à travers l'Amérique, aujourd'hui encore des centaines de milliers d'autochtones subissent des traitements caractéristiques de l'esclavagisme contemporain, notamment de la part de réseaux de commerce sexuel en Amérique latine et dans les Caraïbes.

## Époque précolombienne
En Mésoamérique, les formes les plus courantes de l'esclavage étaient celles des prisonniers de guerre et des débiteurs. Ceux qui étaient incapables de rembourser une dette pouvaient être condamnés à travailler comme esclave pour la personne envers laquelle ils étaient redevables.
Ses caractéristiques étaient distinctes d'autres formes d'esclavage :
- L'esclavage n'était pas héréditaire ; les enfants des esclaves naissaient libres.
- Les esclaves n'étaient pas cessibles et il n'y avait pas de marché pour leur revente.
- Ils n'étaient pas déportés.

La plupart des victimes de sacrifices humains et étaient des prisonniers de guerre ou des esclaves.
Parmi les nombreuses Premières Nations du Canada, certaines capturaient régulièrement des esclaves des tribus voisines. Les tribus esclavagistes étaient les Creeks de la Géorgie, les Pawnees de la partie Est des Grandes Plaines, les Iroquois, les Klamath de la Dominique, les Tupinamba au Brésil, et certaines sociétés de pêche, comme les Yurok, qui vivaient le long de la côte de ce qui est maintenant l'Alaska à la Californie[réf. nécessaire].
Les nouveaux esclaves étaient généralement des prisonniers de guerre ou capturés pour les besoins du commerce et de l'État. Parmi certaines tribus du Nord-Ouest du Pacifique, environ un quart de la population étaient des esclaves,,.

## Époque moderne

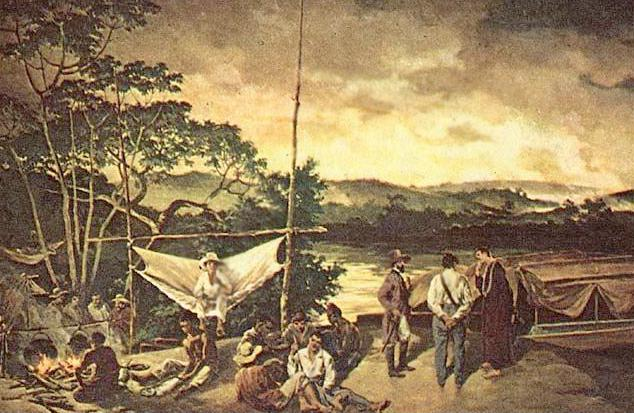
Campement de Bandeirantes, anonyme, XVIIIe s.

### Empire espagnol d'Amérique

#### L'Encomienda contesté lors de la Controverse de Valladolid
Les premiers Européens à étendre leur emprise sur des peuples amérindiens furent les Espagnols. En 1503, la couronne espagnole étendit le système de l'encomienda, instaurée dès 1499 par Christophe Colomb sur l'île d'Hispaniola sous le nom de repartimiento, à l'ensemble des populations indigènes, hormis quelques élites.
Cependant l'encomienda différait de l'esclavage, de manière théorique, sous certains aspects. Dans la pratique, il était proche de l'esclavage, surtout au sens contemporain du terme,.
Le livre de l'historien Andrés Reséndez a reçu en 2017 un prix important aux États-Unis pour les historiens, le « Bancroft Prize in American History and Diplomacy». Son enquête établit que ce sont les mines d’or et surtout d’argent qui ont « généré un accroissement massif du phénomène », pas seulement au XVIe siècle, et que sans lui elles n'auraient pû avoir autant d'importance. Le pape Paul III condamne l’esclavage des Indiens, en 1537, par la bulle Sublimis deus puis par la lettre Veritas ipsa. Isabelle la Catholique, reine d’Espagne et l’empereur Charles Quint le condamnent aussi.
La monarchie espagnole interdit cette pratique en 1542 en édictant les célèbres "Lois nouvelles", appelées aussi "code juridique pour les Amériques, qui « bannissait l’asservissement des Amérindien » mais ne « fut jamais strictement respecté », même s'il a rendu possible des recours juridiques spécifiques, devant les tribunaux pour obtenir un affranchissement.
Faux au contestations de cette jurisprudence, Charles Quint et les papes Paul III (1534-1549) puis Jules III (1550-1555) instituent la controverse de Valladolid, conférence réunissant une quinzaine de théologiens durant une année, d’août 1550 à mai 1551, pour savoir si les Indiens sont ou non des êtres inférieurs aux Européens. Le pape y envoie un légat, le cardinal Roncieri, présider le débat qui oppose le dominicain Bartolomé de las Casas, ex-évêque de Chiapas au Mexique, auteur de la "La Très Brève Relation de la destruction des Inde" au jésuite à Jan Gimenès de Sepúlveda, grand théologien, chroniqueur et confesseur de Charles Quint, qu' s'est fait avocat des conquistadores dans « Démocrates Alter » : « des justes causes de la guerre ». Cette conférence permit à Las Casas de publier l'année suivante un des rares récits des dégâts de l'esclavage non censurés à l'époque, "Brevísima relación de la destrucción de las Indias".
Un demi-siècle plus tard, "Descripción de las Indias", publié en 1601 par Antonio de Herrera y Tordesillas, tente de légitimier la traite des Noirs, en estimant que les Espagnols, empêchés d'employer les Indiens n'ont eu d'autre choix que recourir aux négriers et que Las Casas y aurait été favorable. Mais à l'aube du XIXe siècle, l'abbé Grégoire démontrera que cette interprétation est calomnieuse et infondée, dans un livre s'inquiétant du risque de rétablissement de l'esclavage en France, en soulignant que Las Casas n'était pas soucieux de la seule situation aux Amériques. La publication posthume de l'Historia de las Indias, en 1875 donnera raison à l'abbé Grégoire. Dans le tome III, Las Casas juge l'esclavage des noirs aussi injuste et inhumain que celui des Indiens et regrette de l'avoir négligé dans ses jeunes années, au prétexte qu'il aurait allégé le travail des Indiens.
Entre-temps, la controverse de Valladolid de 1551 a causé un ralentissement des conquêtes des Espagnols, selon les historiens, mais surtout dû au fait que les zones minières découverte en 1645 qui les intéressaient en priorité (Mexique et Pérou) étaient déjà acquises. C'est seulement trente ans plus tard que le Potosí péruvien, plus importante mine d'argent du Monde, connait un nouveau cycle de production massif, réparti sur la période 1580-1620, qui coïncide avec naissance de l'Union ibérique, quand à la mort de Sébastien Ier de Portugal, Philippe II d'Espagne reçoit le soutien d'une partie de la Cour pour évincer Antoine de Portugal en 1581. Dès 1585, l'extraction d'argent au Potosí péruvien a décuplé par rapport 1570. Cet afflux d'argent-métal espagnol sert aux sucreries portugaises du Brésil à acheter des esclaves noirs raflés le long des fleuves africains, avec en 1575 et 1585, un doublement du nombre de petites sucreries à Pernambouc et Bahia. Il fait aussi augmenter la frappe monétaire en Europe dans les années 1610, les mines du Mexique prenant le relais, dopant la demande de tabac et de sucre.

#### Reprise de l'esclavage amérindien en 1604 au Chili, Mexique et dans les régions mayas
Au début du XVIIe siècle en particulier, cette pratique reprend à grande échelle dans l'Empire espagnol. Le livre d'Andrés Reséndez décrit la mise en place du système esclavagiste autour de 1604 au Chili, dans les régions mayas et dans la « Nouvelle-Espagne». Par la suite, au cours du même siècle, les Rois d’Espagne sont selon Andrés Reséndez à nouveau à « l’initiative d’une importante production épistolaire et juridique contre la servitude », ce qui favorise une seconde « croisade anti-esclavage », au cours du VIIe siècle en Espagne.

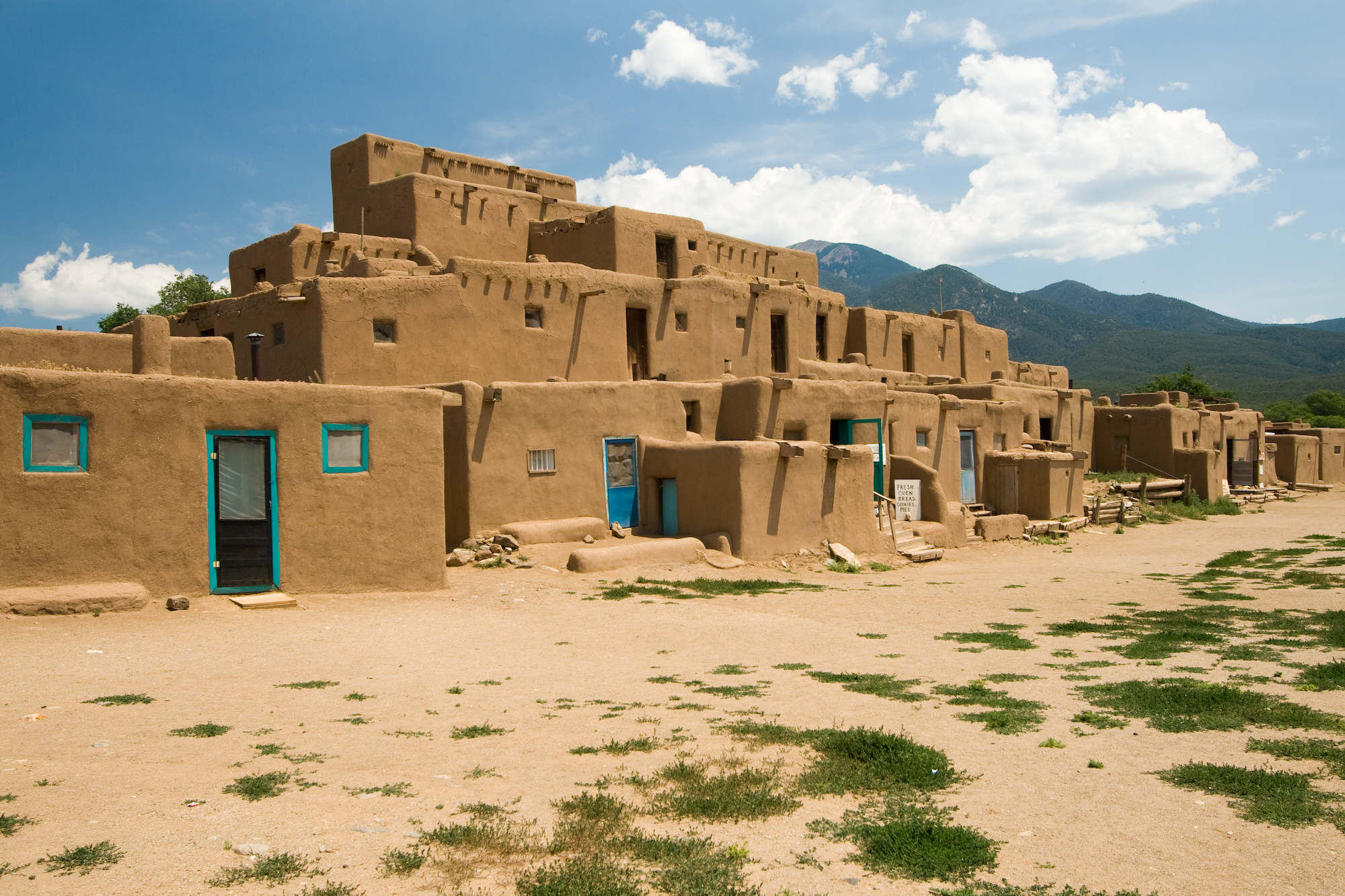
Récente photo d'un Pueblo à Taos qui participa à la révolte et servit de base à Popé.

Le livre de Andrés Reséndez évoque la révolte des Pueblos de 1680, appelée aussi rébellion de Popé, du nom du shaman qui la dirige, au cours de laquelle plusieurs peuples de Nouvelle-Espagne, le futur Mexique, « parvinrent à s’unir politiquement contre l’ordre colonial », mais aussi plus de 500 autochtones massacrés par les Espagnols, et de très nombreux autres réduits en esclavage. Le 10 août 1680, des Pueblos assassinèrent des Fransiscains en pleine messe, avant de s'emparer du bétail et des chevaux du village, créant la surprise dans la colonie. rès d'un millier d'Espagnols furent tués, dont 401 colons et 21 Fransiscains le premier jour de révolte. Le 13 août, les Amérindiens assiégèrent la ville de Santa Fe, forçant les Espagnols à se retirer le 20 août après une résistance inutile de quelques jours, ce qui mit « temporairement à mal la colonisation des Espagnols » et les obligea à fuir la région pendant une douzaine d'années.

### Empire portugais
Lors de la colonisation par les Portugais et d'autres Nations du Brésil, des Indiens d'Amérique ont commencé à échanger contre des biens leurs prisonniers, au lieu de les sacrifier[réf. nécessaire]. Cependant, c'est surtout dans le cas des colonies portugaises que ce fut rapporté.
Les Bandeirantes brésiliens, à partir de leur base de São Paulo, mènent des expéditions de traque d'esclaves jusqu'en Amazonie.
À partir du XVIIe siècle, certaines tribus indiennes aident les colons européens à pourchasser les esclaves marrons d'origine africaine qui s'enfuient de leurs colonies. D'autres aident au contraire les esclaves marrons à se cacher dans la jungle ou à voler des biens et de la nourriture dans leurs ex-plantations.
Pendant la conquête de l'Amérique [Laquelle ?], l'esclavage des Européens par des Amérindiens n'est attesté que de façon exceptionnelle, comme dans le cas de Hans Staden qui, après avoir été mis en liberté, a écrit un livre sur les habitudes des Indiens d'Amérique.

### Canada
Les pratiques d'esclavage dans la Nouvelle-France, ont fait l'objet d'une étude approfondien en 1960 de l’historien québécois Marcel Trudel, consacrée principalement au Canada français.

### Antilles
Dans ses récits de voyage, Jean-Baptiste Du Tertre envoyé comme missionnaire dans les Antilles en 1640, qui servit en Guadeloupe, mais visita la Martinique, la Grenade, Saint-Christophe, la Dominique, Sainte-Lucie et, en 1648, Saint-Eustache sous « des habits séculiers », estime que pour la pêche et la chasse, un esclave amérindien « vaut bien souvent mieux que deux Nègres ». La Dominique a servi d'île refuge pour des milliers d'Amérindiens des autres îles, dont la mise en esclavage, très tôt interdite par l'Espagne se poursuit cependant mais inscrite dans aucun registre ou comptabilité.
Selon Andrés Reséndez, la variole n'est apparue aux Antilles que 26 ans après Christophe Colomb. Sur l'île d'Hispanolia, la population était répartie entre environ 600 villages éloignés les uns des autres, ce qui assurait une certaine protection. Malgré cela, la population passe de 200 à 300 mille personnes en 1492 à seulement 60000 en 1508 puis 26000 selon un décompte espagnol de 1514 et 11000 seulement en 1517, pour la même source. Guerres, famines, épidémie et mises en esclavage se sont combinés pour produire une mortalité à très grande échelle. La particularité est que la plupart des victimes étaient des femmes et des enfants.

### Treize colonies d'Amérique
L'esclavage parmi les Amérindiens des treize colonies d'Amérique du Nord a été étudié par les historiens.

#### Ex-colonies hollandaises
Dans les colonies hollandaises comme New-York, cette pratique débuta lors des guerres du gouverneur Willem Kieft, en 1644, avec ensuite des importations d'Amérindiens des Antilles et tout le long du XVIIe siècle une grande marge de manœuvre aux propriétaires, qui tentaient d'exploiter leur main-d’œuvre malgré un statut d'engagé libre, en raison d'une flexibilité sur le paiement de leur salaire. Contrairement à la Virginie anglaise, développée en premier lieu grâce à l’engagement, la colonie hollandaise souffre d'un manque chronique de main-d’œuvre, dans une période où la race avait peu d’importance pour la jurisprudence et la loi, ce qui change au siècle suivant. Certains furent considérés comme des engagés, mais avec des durées de contrats plus ou moins longues.
Les Amérindiens prisonniers sur les terres de la colonie furent envoyés dans d’autres colonies, par peur de déclencher de nouvelles guerres. Un groupe fut déporté aux Bermudes mais les autorités firent interdire cette pratique en 1644, obligeant en 1648 les colons à verser un salaire aux Amérindiens employés comme domestiques.
En 1672, fut passé un décret appelé "An Order for the Manumission of Native Indian Slaves and Ending the Importation of Foreign Ones", suivi en 1679 d’une ordonnance sacralisant la différence entre Amérindiens de la colonie et ceux importés. Il décide que les tribus voisines ne pouvaient être réduites en esclavage par mesure de sécurité mais autorise d'en acheter provenant des Antilles. Un grand nombre arrive ainsi par la contrebande à différentes époques: un navire corsaire néerlandais fit la une du journal le Boston News-Letter en 1704. Arrivé dans le port de New York, il avait à son bord 30 captifs « nègres et indiens » pris en Nouvelle-Espagne

#### Caroline
L'esclavage des Amérindiens a été pratiqué par certains des colons anglais, en particulier dans les deux Carolines qui ont vendu des captifs amérindiens en esclavage sur place et dans les plantations anglaises aux Caraïbes. La particularité de la Caroline est aussi que plusieurs dizaines de milliers d'Amérindiens furent déportés dans les îles à sucre des Antilles.
Au cours des quatre premières décennies d'existence de la Caroline (1639-1690), près de 20.000 Amérindiens furent réduits en esclavage, dont une majorité de femmes. Mais cette pratique a duré jusque vers 1715. L'historien Alain Gallay estime le nombre d'Amérindiens en Caroline du sud vendus dans le commerce des esclaves britanniques dans les années 1670-1715 entre 24.000 et 51000, dont plus de la moitié, 15 000 à 30 000 , ont été amenés de la Floride espagnole de l'époque. Selon lui, le commerce des esclaves indiens était au centre du développement de l'empire anglais dans le sud américain (…) facteur le plus important affectant le sud dans la période 1670 à 1715. Selon lui, entre 1670 et 1715, le nombre d'esclaves amérindiens exportés via Charleston, en Caroline du Sud, dépasse celui des esclaves africains qui y sont importés: la traite principale est amérindienne, tandis que dans la Virginie voisine, la force de travail servile reste essentiellement blanche, avec les engagés volontaires blancs.
La proportion de ceux-ci dans la population variait de 70% à 85% sur les 15000 arrivées en Caroline entre 1630 et 1680, mais parmi eux 60% ne survivent pas aux quatre années moyenne des contrats d'engagement, malgré leur jeunesse: les deux tiers ont entre 15 et 25 ans. Les planteurs de tabac n'exploitaient pas la même terre plus de trois ans, afin de pallier l'usure des sols. Pour compléter leurs revenus, ils achètent des peaux de cerfs auprès des tribus indiennes, en échange d'armes et de munitions, allant parfois les chercher dans l'intérieur des terres, ce qui les plaça assez rapidement dans des situations de conflit avec les populations indiennes des alentours, tandis qu'un certain nombre d'entre eux, venus de la colonie sucrière de la Barbade étaient familiarisés avec l'esclavage. Une des premières tribus à se spécialiser dans le commerce d'esclaves avec la Caroline fut celle des Westos.
Le gouverneur de Caroline du Sud entre 1671 et 1674 est Sir John Yeamans, un planteur de sucre de la Barbade, au moment où le docteur Henry Woodward signe des contrats importants pour l'achat de captifs avec les tribus d'indiens Westos.
Il lui signe même des ordres de mission pour partir vers les terres de Virginie où se trouvent alors encore une partie des indiens Westos, tout en informant Joseph West, témoignant de l'implication des dirigeants de la colonie dans la traite des indiens, très tôt après sa fondation en 1670, et dans le but de la capter à leur profit (Indian Slavery in Colonial America, Alan Gallay, p. 105).
Dès décembre 1675 un rapport du Grand conseil des colons de Charleston explique les raisons de la commercialisation d'Amérindiens réduits en esclavage, en soulignant qu'il s'agit d'ennemis des tribus indiennes amies, et donc que leur vente concerne des Indiens déjà prisonniers, sans remettre en cause la stabilité des relations de la colonie avec son environnement.
Mais en avril 1677, de nouvelles règles interdisent pour sept ans toute relation commerciale avec les Espagnols et tribus Westos vivant au-dessous de Port Royal (Indian Slavery in Colonial America, Alan Gallay, page 120) et en 1680 éclate une première guerre entre les tribus Westos et les Savannas, qui habitaient les parties méridionales de la province de Caroline, non loin de la rivière Savannah, actuelle frontière avec l'État de Géorgie.
Les sources espagnoles font état de 500 à 2 000 Indiens Westos, détenteurs d'armes à feu qui leur auraient été fournies par des colons de Virginie, en échange d'esclaves, et qui auraient été contraints à deux migrations successives, en provenance du Nord, qui les amènent jusqu'au niveau de la colonie de Charleston. Une partie des Amérindiens furent contraints de quitter le pays. Les autres firent la paix avec les propriétaires l'année suivante et tous les naturels qui résidaient jusqu'à la distance de 40 milles de Charleston, se mirent sous leur protection.
Ainsi, la colonie de Charleston entre dans les années 1680 dans une période de violence et de répression. Une partie des dirigeants de la colonie, des pirates chargés de l'acheminement des esclaves amérindiens vers les plantations sucrières des Antilles, alors en pleine expansion, emprisonnent leur rivaux.

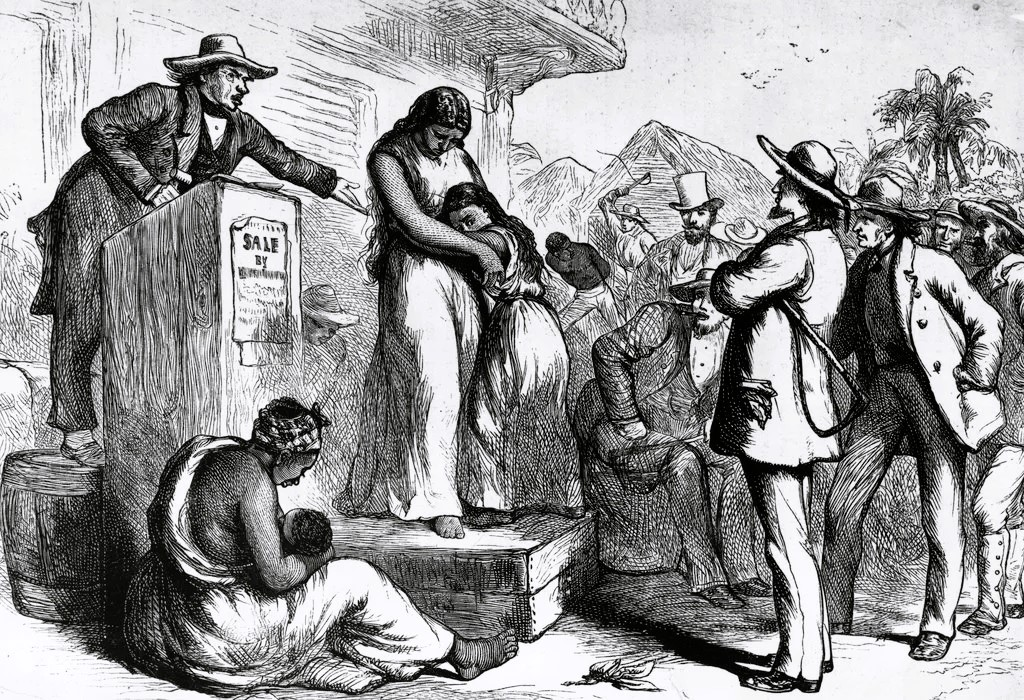
Vente d'esclaves amérindiens et noirs aux États-Unis, XIXe siècle.

La Caroline s'est alors tournée vers la culture du riz vers 1690, car elle est adaptée aux terres inondables. Les tout premiers esclaves noirs l'ont importé de l'Afrique de l'Ouest, mais ils coûtent beaucoup plus cher que les esclaves amérindiens, qui sont de loin les plus nombreux installés dans les premières rizières de Caroline : en 1708, environ un sixième de la population de cette colonie est constitué d'Amérindiens réduits en esclavage, d'autres étant expédiés sur les marchés d'esclaves de la Caraïbe.
En 1685, les 200 000 Amérindiens du sud-est des futurs États-Unis étaient encore 4 fois plus nombreux que les Blancs mais ils ne sont plus que 67000 en 1730, dont seulement 5000 à l'est des Appalaches. Ce sont les Européens qui sont à cette époque deux fois plus nombreux qu'eux. Le nombre d'Amérindiens se stabilise ensuite car ils ont adapté leur système immunitaire.
Ce n'est qu'au siècle suivant que les colons ont préféré importer des esclaves noirs, en majorité des hommes, jugés moins enclins à s'échapper et dont les arrivages étaient plus prévisibles, d'autant qu'ils ont les moyens d'en acheter car les rendements du riz de Caroline sont bien supérieurs, 20% par an contre 5% à 10% pour le tabac de Virginie, enrichissant une élite agricole plus récente. Les débouchés commerciaux sont de plus en plus les îles à sucre des Antilles, où la traite négrière s'est intensifiée un peu avant le milieu du XVIIIe siècle.

## Époque contemporaine
Après l'invasion américaine de 1848, les Californiens indigènes ont été réduits en esclavage dans la ville même qui eut le statut d'État de 1850 à 1867. L'esclavage nécessite le dépôt d'une caution par le propriétaire d'esclaves et de l'esclavage lui-même grâce à des raids et une servitude de quatre mois imposé comme une punition pour le « vagabondage » américain.

## Chronologie
- 1523 : création en Espagne du Conseil des Indes
- 1526 : première interdiction de l'esclavage des Amérindiens par Charles Quint;
- 1537 : le pape Paul III condamne toute forme d'esclavage présente et à venir, toute mise en doute de la pleine humanité des Amérindiens et toute atteinte à leurs droits à la liberté et à la propriété (2 juin 1537 (Veritas ipsa) et le 9 juin 1537 (Sublimis Deus) )
- 1539 : écriture de Brevísima relación de la destrucción de las Indias par Bartolomé de las Casas;
- 1550 : Charles Quint : affranchissement de tous les esclaves des Indes occidentales à la suite de la Controverse de Valladolid
- 1552 : Bartolomé de las Casas publie Très brève relation de la destruction des Indes[30]
- 1570 : Sébastien Ier de Portugal interdit la réduction des Amérindiens à l'esclavage.
- 1575 : le Brésil portugais compte 60 petites sucreries(dont 23 à Pernambouc et 18 à Bahia).
- 1585 : le Brésil portugais compte 130 sucreries(dont 65 à Pernambouc et 45 à Bahia).

### Générale
- (en) Alan Gallay, « Indian slavery in the Americas », The Gilder Lehrman Institute of American history,‎ 2009-2013 (lire en ligne)
- (en) Patricia A. Kilroe, « American slavery, general », dans The Historical Encyclopedia of World Slavery (lire en ligne)
- (en) « Part V : Slavery in the Americas », dans Cambridge World History of Slavery, vol. 3, AD 1420-AD 1804, p. 323
- (en) Joseph Calder Miller, Slavery and Slaving in World History, vol. 1: 1900-1991, M.E. Sharpe, coll. « World History: A Bibliography », 1999, 584 p. (ISBN 0-7656-0279-2)
- Andrés Reséndez (trad. Bruno Boudard), L'Autre esclavage : La véritable histoire de l'asservissement des Indiens aux Amériques, Albin Michel, 2021, 544 p. (ISBN 2226451110)

### Sur l'esclavage aux États-Unis
- (en) Harry J. Brown, Hans Staden Among the Tupinambas.
- (en) Alan Gallay, Forgotten Story of Indian Slavery, 2003.
- (en) « English Trade in Deerskins and Indian Slaves », New Georgia Encyclopedia.
- (en) Max Carocci, Written Out of History: Contemporary Native American Narratives of Enslavement, 2009.

### Sur l'esclavage en Mésoamérique
- (es) Ana Luisa Izquierdo, « La esclavitud en Mesoamérica: concepto y realidad », dans Memoria del III Congreso de historia del derecho mexicano, UNAM, 1983 (lire en ligne).
- (es) Pedro Carrasco Pizana, Estratificación social en la Mesoamérica prehispánica, Centro de Investigaciones Superiores, Instituto Nacional de Antropología e Historia, 1982.

### Sur l'esclavage au Mexique
- (en) Warren A. Beck, New Mexico; a history of four centuries., Norman, University of Oklahoma Press, 1962, 363 p. (OCLC 2774445)